# Llogaras nationalpark

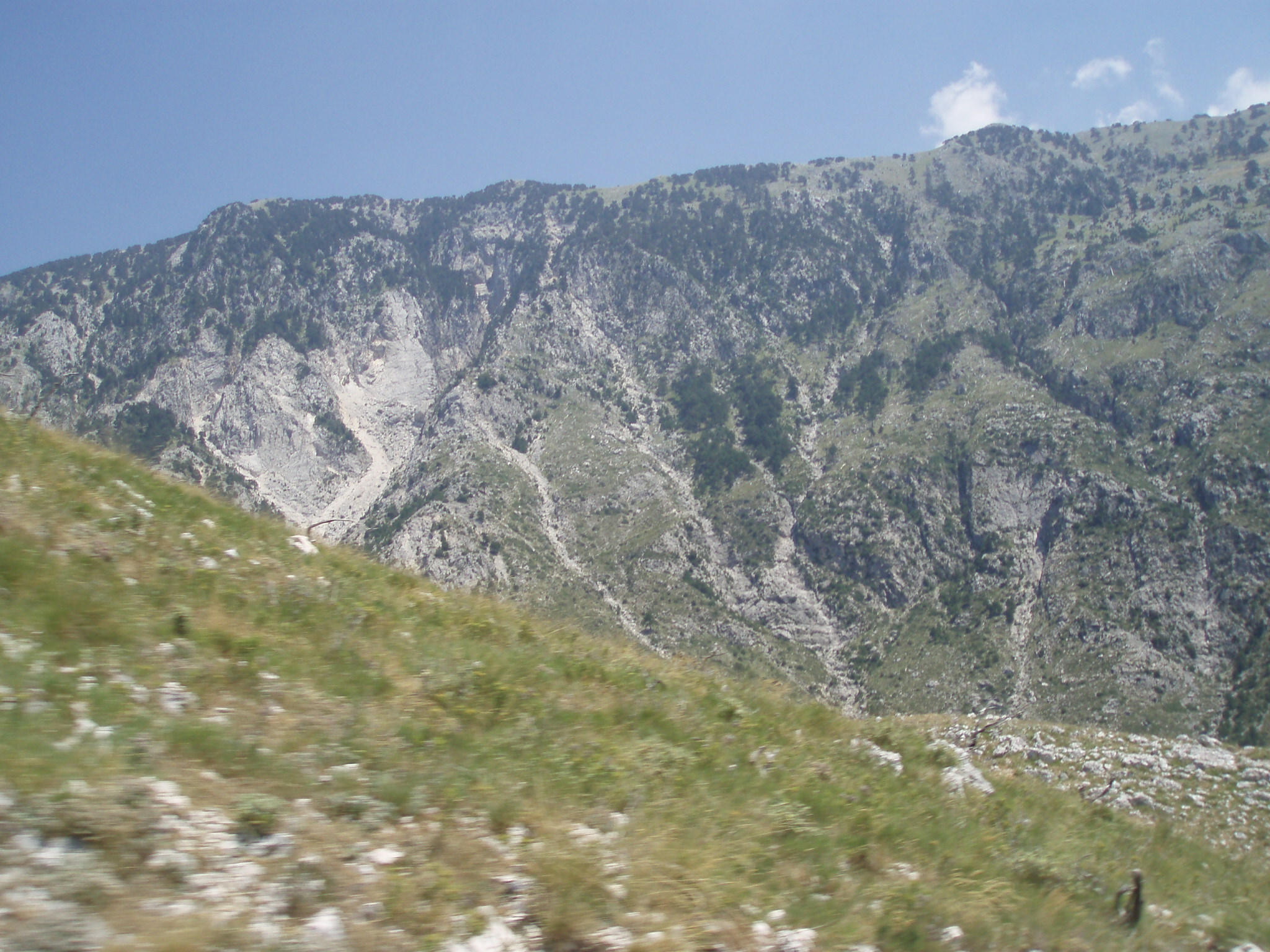
Llogara i Himara.

Llogara är en nationalpark i staden Vlorë på Albaniens enda halvö Karaburun. Parken har vackra berg och fin utsikt över havet. Bergsbestigning och fallskärmshoppning är aktiviteter som utövas i Llogara.
1989 inträffade här olyckorna i Llogara som ses som de hittills värsta i Albaniens historia.